# Bosnisk och hercegovinsk dinar
Bosnisk och hercegovinsk dinar eller Bosnisk dinar (Bd - Bosanski dinar) var den valuta som användes i Bosnien och Hercegovina fram till införandet av Konvertibilna markan 1998. Valutakoderna var BAD respektive BAN. 1 dinar saknade underenheter.
Valutan infördes den 1 juli 1992 och gällde fram till den 21 juni 1998 och ersatte den tidigare jugoslavisk dinaren. Valutan genomgick en valutareform redan 1994 och då var omvandlingen 1 ny dinar (BAN) = 10.000 gamla dinarer (BAD). Vid bytet till Konvertibilna marka var omvandlingen 1 mark (valutakod BAM) = 100 gamla dinarer (BAN).
De första sedlarna var endast överstämplade jugoslaviska dinarer och den kroatiska dinaren användes i de kroatiska delarna och srpska dinar i de serbiska delarna av landet.

## Användning
Valutan gavs ut av regeringen då den Centralna Banka Bosne i Hercegovine - CBBH först grundades 1997. CBBH har huvudkontoret i Sarajevo.

## Valörer
- mynt: det fanns inga dinarmynt
- underenhet: saknades
- sedlar: fanns i serie 2: 1, 5, 10, 50, 100, 500 och 1000 Bosnisk och hercegovinska dinarer